# Крушельницкий, Александр Александрович
Алекса́ндр Алекса́ндрович Крушельни́цкий (род. 20 мая 1992, Санкт-Петербург) — российский кёрлингист, чемпион мира среди смешанных команд и среди смешанных пар. Участник XXIII зимних Олимпийских игр 2018 года в Пхёнчхане (Республика Корея) среди смешанных пар (вместе с Анастасией Брызгаловой).
13 февраля 2018 года Крушельницкий и Брызгалова завоевали 3-е место в соревнованиях среди смешанных пар на ОИ-2018, но, вследствие признания Крушельницкого 22 февраля 2018 года Спортивным арбитражным судом (CAS) виновным в нарушении антидопинговых правил и его дисквалификации, были вынуждены вернуть свои бронзовые медали (первые в истории Олимпийских игр медали, полученные кёрлингистами из России) в Международный олимпийский комитет (МОК).
Скип смешанной сборной России на чемпионате мира по кёрлингу среди смешанных команд 2016 года.
Мастер спорта России международного класса (2017).
Выступает за спортивный клуб «Адамант» (Санкт-Петербург).
Студент заочного отделения Национального государственного университета физической культуры, спорта и здоровья имени П. Ф. Лесгафта в Санкт-Петербурге.
В июне 2017 года женился на своей партнёрше по паре Анастасии Брызгаловой.

## Дисквалификация и лишение бронзовой медали ОИ-2018
18 февраля 2018 года стало известно, что Александр Крушельницкий не прошёл тест на допинг на XXIII зимних Олимпийских играх 2018 года в Пхёнчхане; в его крови было обнаружено вещество мельдоний, запрещённое Всемирным антидопинговым агентством (WADA) с 1 января 2016 года. По предварительным данным, препарат попал в организм Крушельницкого примерно за десять дней до сдачи допинг-пробы.
Также, по сообщению интернет-издания «Sport24.ru», в январе 2018 года Крушельницкий пропустил допинг-тест, который проводило Российское антидопинговое агентство (РУСАДА), за что получил первый из трёх флажков, предупреждающих о возможной дисквалификации. По утверждению самого Крушельницкого, последнюю проверку он проходил 20 января 2018 года и тогда допинг-пробы были чистыми.
19 февраля 2018 года Спортивный арбитражный суд (CAS) сообщил о начале официального судебного разбирательства по данному случаю, зарегистрированному антидопинговым отделом.
Президент Федерации кёрлинга России (ФКР) Дмитрий Свищёв сообщил, что доза мельдония, найденная в крови Крушельницкого, самая что ни на есть «лошадиная», то есть спортсмен должен был принимать этот препарат на протяжении недели. Кроме того, Свищёв заявил: 

«Мы со 100%-ной уверенностью полагаем, что наш спортсмен не мог принимать запрещённый препарат, тем более на территории Южной Кореи. Это полностью расходится со здравым смыслом. Он сдавал много проб. Последняя его проба была сдана 22 января, и она была чистой…

Отправим запрос в СК России, чтобы выяснить, что же это за негодяй, который это всё сделал — подбросил».— Дмитрий Свищёв, президент Федерации кёрлинга России (ФКР),
19 февраля 2018 года.
С заявлением выступил также сам Крушельницкий: 

«Прежде всего, хочу извиниться перед своими партнёрами по олимпийской команде, нашей делегацией и всеми болельщиками за то, что не смог оградить себя и Настю от тех проблем, с которыми мы сегодня столкнулись. Мне очень жаль, что историческая победа российского кёрлинга стала сейчас предметом допингового скандала, который наносит огромный вред нашему виду спорта и всему российскому спорту в целом.
Вместе с тем, готов открыто утверждать, что никогда, ни разу за то время, что занимаюсь спортом, я никогда не пользовался запрещёнными препаратами и какими-либо иными нечестными способами ведения спортивной борьбы. Я категорически против допинга и всегда старался максимально внимательно следить за соблюдением всех антидопинговых правил.
Мой положительный тест на мельдоний в этой связи стал для меня и для Насти не просто шоком. Это огромный удар и по репутации, и по карьере. Не говоря о том, что только напрочь лишённый здравого смысла человек может использовать любого рода допинг, и тем более такой как мельдоний, в преддверии Олимпийских игр, где тестирование на самом высоком уровне.

Именно поэтому я, как никто другой, заинтересован в проведении скорейшего расследования для выяснения причин случившегося».— Александр Крушельницкий, 19 февраля 2018 года.
20 февраля 2018 года, после вскрытия и анализа допинг-пробы «Б» кёрлингиста Крушельницкого, давшей положительный результат на мельдоний, делегация «Олимпийских атлетов из России» (OAR) сделала официальное заявление: 

«… Обнаруженная в пробе концентрация мельдония говорит о не применяемом в медицинской практике однократном употреблении препарата, абсолютно бессмысленном с точки зрения достижения какого-либо терапевтического воздействия на организм человека.
Проба, взятая у Александра Крушельницкого до начала Олимпийских игр, 22 января, равно как и все предыдущие, была отрицательной. Таким образом, факт осознанного или системного употребления запрещённого вещества не подтверждается.

В связи с этим Олимпийский комитет России инициирует всестороннее расследование обстоятельств случившегося, которое будет продолжено, в том числе, в рамках уголовного законодательства Российской Федерации для установления деталей произошедшего…»— Из официального заявления делегации «Олимпийских атлетов из России» (OAR),
20 февраля 2018 года.
22 февраля 2018 года Спортивный арбитражный суд (CAS) признал российского кёрлингиста Александра Крушельницкого виновным в нарушении антидопинговых правил на Олимпиаде в Пхёнчхане, а также объявил о том, что спортсмен дисквалифицирован, а его олимпийские результаты являются «недействительными со всеми вытекающими последствиями».
После решения спортивного арбитража Александр Крушельницкий и Анастасия Брызгалова вернули бронзовые медали в Международный олимпийский комитет (МОК) и 22 февраля 2018 года покинули Южную Корею.
По данному факту Крушельницкий сказал следующее: 

«Я выполню сейчас предусмотренные регламентом требования. Ну а дальше буду делать всё от меня зависящее, чтобы в рамках расследования были найдены неопровержимые доказательства моей невиновности в нарушении антидопинговых правил».— Александр Крушельницкий, 22 февраля 2018 года.
26 февраля 2018 года глава Международной федерации лыжного спорта (FIS) и член Международного олимпийского комитета (МОК) Джан-Франко Каспер (Gian-Franco Kasper) выступил в защиту лишённого бронзовой награды Александра Крушельницкого, заявив: 

«Подобный случай может произойти с любым. Мельдоний — это как аспирин в наших странах. Пора прекратить эту болтовню в прессе. Мы должны дать россиянам шанс доказать, что они „чисты“».— Джан-Франко Каспер, глава Международной федерации лыжного спорта (FIS) и
член Международного олимпийского комитета (МОК), 26 февраля 2018 года.
27 февраля 2018 года Федерация кёрлинга России (ФКР) утвердила состав комиссии по расследованию дела Александра Крушельницкого, которая должна будет заниматься сбором информации о том, как мельдоний попал в организм спортсмена, и искать доказательства его невиновности. Комиссию возглавил вице-президент ФКР Юрий Андриянов.
В декабре 2018 года Спортивный арбитражный суд (CAS) принял решение дисквалифицировать российского кёрлингиста Александра Крушельницкого на четырехлетний срок. Срок дисквалификации отсчитывается с 12 февраля 2018 года.

## Достижения
- Чемпионат России по кёрлингу среди мужчин: золото (2023, 2024, 2025), бронза (2022).
- Кубок России по кёрлингу среди мужчин: золото (2013, 2014, 2023).
- Чемпионат мира по кёрлингу среди смешанных пар: золото (2016).
- Чемпионат России по кёрлингу среди смешанных пар: золото (2014, 2016, 2017, 2025).
- Кубок России по кёрлингу среди смешанных пар: золото (2014), бронза (2023).
- Чемпионат мира по кёрлингу среди смешанных команд: золото (2016).
- Чемпионат России по кёрлингу среди смешанных команд: золото (2016, 2017), серебро (2015), бронза (2022).
- Кубок России по кёрлингу среди смешанных команд: золото (2015, 2016).

## Команды
| Сезон                                               | Четвёртый               | Третий                  | Второй                  | Первый             | Запасной                                                    | Турниры                           |
| --------------------------------------------------- | ----------------------- | ----------------------- | ----------------------- | ------------------ | ----------------------------------------------------------- | --------------------------------- |
| 2009—10                                             | Дмитрий Старцев         | Александр Крушельницкий | Владислав Гончаренко    | Илья Бадилин       |                                                             | ЧРМ 2010 (16 место)               |
| 2010—11                                             | Дмитрий Старцев         | Александр Крушельницкий | Владислав Гончаренко    | Илья Бадилин       |                                                             | КРМ 2010 (12 место)               |
| 2013—14                                             | Александр Крушельницкий | Илья Бадилин            | Владислав Гончаренко    | Даниил Горячев     |                                                             | КРМ 2013                          |
| 2014—15                                             | Александр Крушельницкий | ?                       | ?                       | ?                  |                                                             | КРМ 2014                          |
| 2014—15                                             | Александр Крушельницкий | Даниил Горячев          | Владислав Гончаренко    | Илья Бадилин       | Иван Уледев                                                 |                                   |
| 2015—16                                             | Александр Крушельницкий | Даниил Горячев          | Илья Бадилин            | Виктор Воробьёв    | Дмитрий Старцев                                             | ЧРМ 2016 (5 место)                |
| 2021—22                                             | Алексей Тимофеев        | Александр Крушельницкий | Даниил Горячев          | Артур Ражабов      | Евгений Климов тренер: П. Д. Дрон, А. К. Брызгалова         | ЧРМ 2022                          |
| 2022—23                                             | Алексей Тимофеев        | Александр Крушельницкий | Артур Ражабов           | Пётр Дрон          | Даниил Горячев тренер: П. Д. Дрон                           | КРМ 2022 (4 место)                |
| 2022—23                                             | Алексей Тимофеев        | Александр Крушельницкий | Артур Ражабов           | Даниил Горячев     | Пётр Дрон тренеры: А. К. Брызгалова, П. Д. Дрон             | ЧРМ 2023                          |
| 2023—24                                             | Алексей Тимофеев        | Александр Крушельницкий | Артур Ражабов           | Даниил Горячев     | Евгений Климов тренеры: А. К. Брызгалова, П. Д. Дрон        | КРМ 2023 · ЧРМ 2024               |
| 2024—25                                             | Алексей Тимофеев        | Александр Крушельницкий | Артур Ражабов           | Даниил Горячев     | Евгений Климов тренеры: А. К. Брызгалова, П. Д. Дрон        | ЧРМ 2025                          |
| Кёрлинг среди смешанных команд (mixed curling)      |                         |                         |                         |                    |                                                             |                                   |
| 2010—11                                             | Александр Крушельницкий | Ника Моисеева           | Дмитрий Старцев         | Наталья Швец       |                                                             | КРСК 2010 (13 место)              |
| 2011—12                                             | Дмитрий Старцев         | Оксана Гертова          | Александр Крушельницкий | Олеся Глущенко     | Владислав Гончаренко, Олеся Колесникова                     | ЧРСК 2012 (8-е место)             |
| 2012—13                                             | Александр Крушельницкий | Оксана Гертова          | Дмитрий Старцев         | Олеся Глущенко     | Олеся Колесникова                                           | ЧРСК 2013 (11-е место)            |
| 2013—14                                             | Александр Крушельницкий | Виктория Моисеева       | Александр Орлов         | Мария Дуюнова      | Илья Бадилин                                                | ЧРСК 2014 (5-е место)             |
| 2014—15                                             | Александр Крушельницкий | Анастасия Брызгалова    | Даниил Горячев          | Мария Дуюнова      |                                                             | ЧРСК 2015                         |
| 2015—16                                             | Александр Крушельницкий | ?                       | ?                       | ?                  |                                                             | КРСК 2015                         |
| 2015—16                                             | Александр Крушельницкий | Анастасия Брызгалова    | Даниил Горячев          | Мария Дуюнова      |                                                             | ЧРСК 2016                         |
| 2016—17                                             | Александр Крушельницкий | ?                       | ?                       | ?                  |                                                             | КРСК 2016                         |
| 2016—17                                             | Александр Крушельницкий | Анастасия Брызгалова    | Даниил Горячев          | Мария Дуюнова      |                                                             | ЧМСК 2016 · ЧРСК 2017             |
| 2021—22                                             | Александр Крушельницкий | Анастасия Бабарыкина    | Даниил Горячев          | Анастасия Белякова | тренер: Я. А. Гаршина                                       | ЧРСК 2022                         |
| Кёрлинг среди смешанных пар (mixed doubles curling) |                         |                         |                         |                    |                                                             |                                   |
| 2012—13                                             | Александр Крушельницкий | Виктория Моисеева       |                         |                    |                                                             | ЧРСП 2013                         |
| 2013—14                                             | Александр Крушельницкий | Виктория Моисеева       |                         |                    |                                                             | ЧРСП 2014 · ЧМСП 2014 (6-е место) |
| 2014—15                                             | Александр Крушельницкий | Виктория Моисеева       |                         |                    |                                                             | КРСП 2014                         |
| 2014—15                                             | Александр Крушельницкий | Анастасия Брызгалова    |                         |                    |                                                             | ЧРСП 2015 (5-е место)             |
| 2015—16                                             | Александр Крушельницкий | Анастасия Брызгалова    |                         |                    |                                                             | ЧРСП 2016 · ЧМСП 2016             |
| 2016—17                                             | Александр Крушельницкий | Анастасия Брызгалова    |                         |                    |                                                             | ЧРСП 2017 · ЧМСП 2017 (9-е место) |
| 2017—18                                             | Александр Крушельницкий | Анастасия Брызгалова    |                         |                    | тренер: Василий Гудин                                       | ЗОИ 2018 DSQ                      |
| 2022—23                                             | Александр Крушельницкий | Вера Тюлякова           |                         |                    | тренер: Анастасия Брызгалова                                | ЧРСП 2023 (17 место)              |
| 2023—14                                             | Анастасия Брызгалова    | Александр Крушельницкий |                         |                    | тренер: Анастасия Брызгалова                                | КРСП 2023 · ЧРСП 2024 (6 место)   |
| 2024—25                                             | Анастасия Брызгалова    | Александр Крушельницкий |                         |                    | тренер: А.К. Брызгалова                                     | КРСП 2024 (7 место)               |
| 2024—25                                             | Анастасия Брызгалова    | Александр Крушельницкий |                         |                    | тренеры: А.К. Брызгалова (КРСП, ЧРСП), А.В. Тимофеев (ЧРСП) | КРСП 2024 (7 место) · ЧРСП 2025   |

(скипы выделены полужирным шрифтом)